# Lauren Jauregui
Lauren Michelle Jauregui Morgado, född 27 juni 1996 i Miami i Florida, är en amerikansk sångerska och låtskrivare med kubanska familjerötter. Hon slog igenom som femtonåring år 2012 i den amerikanska versionen av The X Factor,, där hon tillsammans med Ally Brooke, Normani, Dinah Jane och Camila Cabello senare blev en del av musikgruppen Fifth Harmony, detta efter att hon tidigare hade blivit eliminerad som soloartist. Hon har sedan gruppens upplösning år 2018 satsat helt på en karriär som soloartist, och har bland annat ett skivkontrakt med Columbia Records. Hennes debutsolosingel, "Expectations", släpptes i oktober 2018.

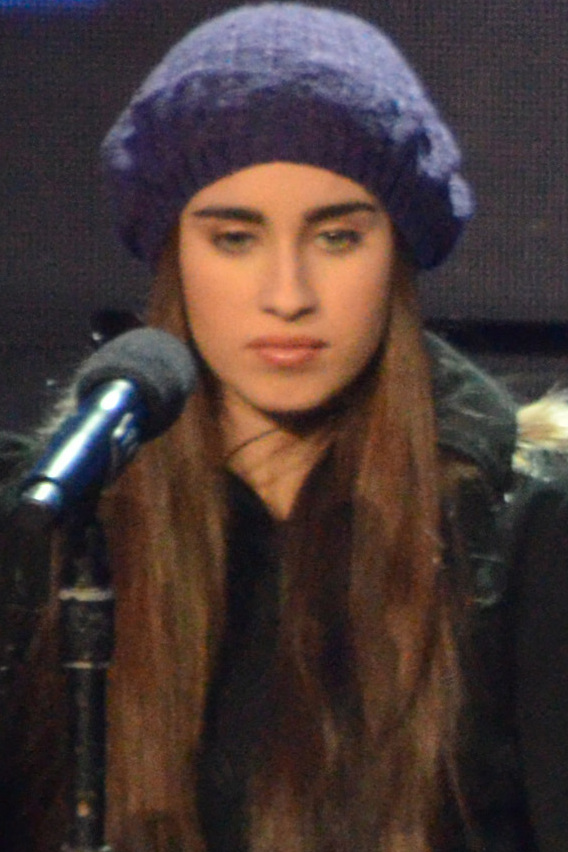
Lauren Jauregui under ett uppträdande i The X Factor (som en del av musikgruppen Fifth Harmony), den 17 december 2012.

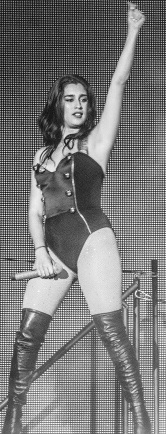
Lauren Jauregui under ett konsertuppträdande, den 27 juli 2016.

Lauren Jauregui har tidigare haft problem med en del ångest och depression. Hon har åren 2017 till 2019 haft ett förhållande med sångaren Ty Dolla Sign. Hon har också haft ett förhållande med dansaren Sasha Mallory, känd från realityprogrammet So You Think You Can Dance.